# Geoffroy II de Mathefelon
Geoffroy II de Mathefelon, membre de la famille de Mathefelon, seigneur de Lancheneil, de Loiron, de Beauvais, de Saint-Sulpice-sur-Loire.

## Famille
Il est le fils de Herbert de Mathefelon. 
Il vivait en 1337. Il est remarqué, dans la Généalogie de Quatrebarbes, qu'en 1322, Maurice de Quatrebarbes acquit de Jean de la Roche, gentilhomme, varlet et paroissien de Houssay, quelques droits féodaux que devait lui payer Guillaume de la Courbe de Nuillé-sur-Vicoin, et, qu'en 1337, le même Maurice achete de ce Guillaume de la Courbe sa terre de la Courbe avec tous droits et seigneuries, honneurs et hommages, à la charge de continuer à Geoffroy de Mathefelon, seigneur de Lancheneil, certaines rentes et dix sols de legs à la personne (le curé) de Nuillé, donnés moitié à la fabrique pour l'entretien des cierges de cette paroisse. 
Geoffroy épouse Jeanne de Prunellé, et ont plusieurs enfants, dont :
- Thibault V de Mathefelon, lequel épouse Isabeau de Sillé.

Le 2 mars 1378, Robert Patroche et Jehanne, sa femme, paroissiens de la Trinité de Laval, reconnaissent avoir pris, à rente perpétuelle, de Thibault de Mathefelon et d'Isabeau, une courtillerie appelée la Heuryais et une rente de six boisseaux de seigle de bon blé, deux chapons bons et suffisants, et cinq sols de devoir à l'angevine.
Après la mort de son mari, Jeanne de Prunellé prend la qualité de Dame de Beauvais, seigneurie dont elle jouissait par douaire. En 1347, elle donne à Geoffroy Puissant, curé de Changé, « 50 livres de rente sur la Sabaudière, pour lire et célébrer le mardi de chaque semaine, à perpétuité, une messe pour le salut et remède de son âme, de ses père et mère, et de feu Geoffroy de Mathefelon, jadis chevalier, son défunt mari, seigneur de Lancheneil, Loiron, Beauvais et de Saint-Sulpice-sur-Loire ».

## Source
- Louis Marie Henri Guiller, Recherches sur Changé-les-Laval, tome 2, p. 27 - .